# All I Want Is You to Need Me Too
All I Want Is You to Need Me Too ist ein englischsprachiges Lied der Country-Musik, das 1981 vom österreichischen Sänger Freddy Quinn veröffentlicht wurde. Musik und Text stammten von Owen Davis.

## Musik
Das Lied ist in H-Dur geschrieben und wird mit 71 Schlägen pro Minute gespielt.

## Veröffentlichung
Freddy Quinn veröffentlichte das Lied 1981 auf seinem 38. Studioalbum, dem Country-Album Country – Get Me Back to Tennessee. Dieses erschien im Musiklabel Polydor (Nummer: 2372 079) auf Schallplatte unter der Rechtegesellschaft Gesellschaft für musikalische Aufführungs- und mechanische Vervielfältigungsrechte. Die Plattenfirma war die Deutsche Grammophon GmbH, der Druck geschah durch die Gerhard Kaiser GmbH und das phonographische Copyright lag bei der Polydor International GmbH. Die Veröffentlichung in Österreich wurde unter der Rechtegesellschaft Austro Mechana durchgeführt. Unter der Polydor-Nummer 3151 079 wurde das Album im selben Jahr in Deutschland zudem auf Kompaktkassette veröffentlicht. Dieses Album war Teil der Album-Box 2, die 2017 im Label Electrola im Rahmen der Serie Originale erschien. Die weiteren Alben waren Vorhang auf!, Tennessee Saturday Night, It’s Country Time und Und darum bin ich heute wieder hier sowie 16 Bonustitel.
Der Country-Song war auch auf dem 40. Studioalbum Quinns mit Titel Freddy Quinn vorhanden. Dieses Country-Album wurde in den Vereinigten Staaten unter dem Musiklabel Rice Records (Nummer: LP-0001) veröffentlicht. Es wurde für Esperanza Music produziert, wobei das phonographische Copyright bei Rice Records Inc. lag.